# Bergerhäusl
Bergerhäusl ist ein Ortsteil des niederbayerischen Marktes Ruhmannsfelden im Landkreis Regen.

## Geographie
Die Einöde liegt etwa einen Kilometer südlich der Ortsmitte nahe der Einmündung der Kreisstraße REG 16 in die B 11.